# Erlkönig (personaggio)

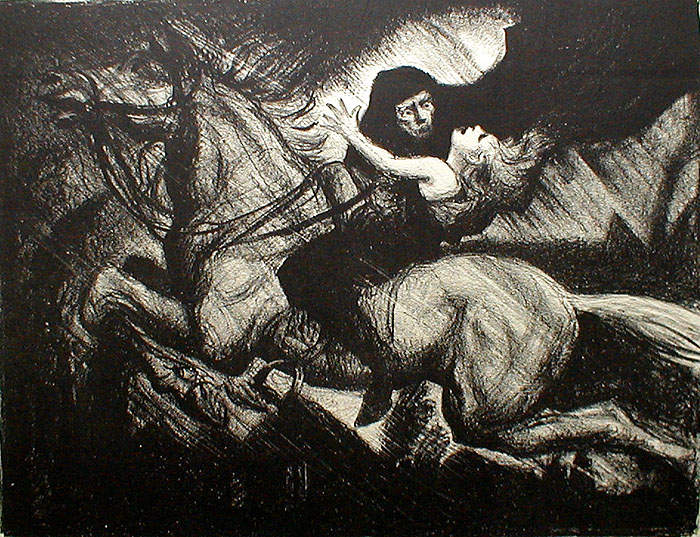
L'Erlkönig, di Albert Edward Sterner, ca. 1910

L'Erlkönig /ˈɛɐ̯lˌkøːnɪç/ (in tedesco "Re degli elfi") è un personaggio della letteratura tedesca che compare in molte ballate e poesie come creatura malvagia che infesta boschi e foreste e conduce i viandanti verso la morte. Il nome è una cattiva traduzione del XVIII secolo della parola originale danese elverkonge, "re degli elfi". La più famosa composizione poetica in cui compare è Der Erlkönig, ballata di Goethe, da cui l'adattamento musicale di Franz Schubert con lo stesso titolo.

## Origini
L'Erlkönig è un archetipo del folklore europeo, la creatura seducente ma mortale simile a una sirena omerica (cfr. La Belle Dame sans Merci. Nella sua forma originaria nel folklore scandinavo, si trattava di un personaggio femminile, la figlia del re degli elfi (Elverkongens datter). Simili storie erano diffuse in numerose ballate in tutta la Scandinavia in diverse versioni: solitamente un'elfa elverpige intrappolava esseri umani col pretesto di soddisfare il loro desiderio, invidia o lussuria e sete di vendetta.

## La Figlia del Re degli Elfi
Johann Gottfried Herder introdusse il tema nella letteratura tedesca in Erlkönigs Tochter, ballata pubblicata nel suo volume del 1778 Stimmen der Volker in Liedern. Era basata su una ballata popolare danese pubblicata nel Danske Kaempevisor del 1739. che Herder tradusse liberamente rendendo il termine danese elverkonge con "Erlkönig", "re degli ontani"; per l'assonanza della parola tedesca Elle, "ontano". Si è spesso ritenuto che la traduzione sia un errore, ma è stato anche suggerito che Herder stesse tentando di equiparare il folletto malvagio del testo originale a un demone dei boschi (da cui il nome di re degli ontani).
La storia, riformulata da Herder, racconta di un uomo chiamato Sir Oluf che, mentre si reca al suo matrimonio viene stregato dalla musica degli elfi. Una delle ragazze del popolo degli elfi, la figlia del Re degli elfi, appare e lo invita a danzare con lei. Egli rifiuta nonostante le sue offerte di doni e oro. Infuriata, ella lo colpisce e il cavaliere si allontana, mortalmente pallido. Il mattino dopo, il giorno del suo matrimonio, sua moglie lo trova morto sotto il suo mantello scarlatto.
La ballata di Herder è stata tradotta da Giosuè Carducci che la pubblicò in Rime nuove.

## Erlkönig di Goethe
Benché ispirato dalla ballata di Herder, Goethe si discosta significativamente sia da Herder sia dall'originale scandinavo. Il protagonista dell'Erlkönig di Goethe è, come il nome suggerisce, lo stesso Erlkönig piuttosto che la figlia. In Goethe, Erlkönig si differenzia anche perché la sua preda è un bambino e non un adulto dello stesso sesso. L'Erlkönig di Goethe è assai più simile all'originale motivo germanico dell'elfo e della valchiria - una forza distruttrice e mortale più che uno spirito magico.